# Jiutai
Jiutai léase Chió-Tái (en chino:九台区, pinyin:Jiǔtái qū, lit:nueve plataformas) es un distrito urbano bajo la administración directa de la subprovincia de Changchun, capital provincial de Jilin , República Popular China. El distrito yace en una llanura con una altitud promedio de 250 m s. n. m. Su área total es de 2875 km² y su población proyectada para 2010 fue de +800 mil habitantes.

## Administración
El distrito de Jiutai se divide en 19 pueblos que se administran en 15 subdistritos, 2 poblados y 2 villas.